# António Sena

Pintura - BL-HY, 1979, acrílico sobre tela, 183 x 122 cm

António Sena (Lisboa, 2 de fevereiro de 1941 — Lisboa, 16 de outubro de 2024) foi um artista plástico e pintor português.

## Biografia / Obra
Natural de Lisboa, António Sena estuda no Instituto Superior Técnico e na Faculdade de Ciências de Lisboa, mas desiste da via científica e estuda gravura na Sociedade Cooperativa de Gravadores Portugueses, em Lisboa.
Expõe individualmente em 1964 e no ano seguinte participa nas primeiras mostras coletivas. Nesse mesmo ano parte para Londres como bolseiro da Fundação Calouste Gulbenkian, para estudar na Saint Martins School of Art (1965-1966), permanecendo em Inglaterra até 1975. Após o regresso a Lisboa leciona no Ar.Co (1978-1992).
Durante a permanência em Londres o seu trabalho inicial revela a influência da arte Pop, "tanto na paleta aberta, como nos conteúdos e técnicas, como ainda na referência ao real". A sua obra evolui depois para uma via diversa, fundada numa "grafia íntima, de claro automatismo gestual", onde "a suavidade e pureza cromáticas se conciliam num registo caligráfico"; António Sena utiliza técnicas mistas, acrílicos, tintas de spray, escorridos e rasuras, povoando essas obras "tendencialmente abstratizantes"  de signos gráficos, cruzes, palavras, números.
Esse mundo de sinais estará novamente presente na década de 1970, mas associado a outras vias cromáticas e lumínicas: "a cor abre-se, em rasgões de luz. […] Surge a incorporação do cálculo, sobre telas tantas vezes negras, mimando ardósias escolares, onde a escrita e o desvendamento do saber […] se inscrevem e apagam". Irá dar continuidade a essa via para depois, já na última década, se envolver em experiências cromáticas mais aproximáveis aos tons terra, castanhos, ocres, onde se sente a "emergência de um claro sentido de angústia" associada à nossa condição mortal. Obedecendo a uma consciência do fim, a sua paleta barrosa dos últimos anos pode ser vista como uma "metáfora para o pó de onde vimos e ao qual regressamos".
Em 2002 expõe no Centro de Arte Moderna, Fundação Calouste Gulbenkian, Lisboa; e no ano seguinte realiza-se uma importante exposição antológica no Museu de Arte Contemporânea de Serralves.
Em 2011 recebeu o Grande prémio Amadeo de Souza-Cardoso, Amarante.
A obra dr Sena está representada em coleções portuguesas e estrangeiras como a do Centro de Arte Moderna Gulbenkian, do Museu de Serralves, do Museu Nacional de Arte Contemporânea do Chiado e da Coleção de Arte Contemporânea do Estado, da Culturgest, da Fundação Carmona e Costa e da Fundação EDP, da Sociedade Nacional de Belas-Artes, Lisboa, e de instituições como o Banco de Portugal e o Parlamento Europeu.
António Sena morreu a 16 de outubro de 2024, aos 83 anos, em Lisboa.